# Triiodotironină
Triiodotironina, sau T3, este un hormon tiroidian. Acesta este implicat în aproape fiecare proces fiziologic, inclusiv în creștere și dezvoltare, metabolism, temperatura corpului și ritmul cardiac.
Producția de T3 și a prohormonului său, tiroxina T4, este stimulată de TSH, care este eliberat de glanda pituitară. Concentrația sa este reglată printr-un proces de feedback: concentrații crescute de T3 și T4 în plasmă inhibă sinteza de TSH a glandei pituitare. După scăderea concentrațiilor plasmatice ale hormonilor tiroidieni , glanda pituitara crește producția de TSH.
Efectele T3 asupra țesuturilor-țintă sunt de aproximativ patru ori mai puternice decât cele ale T4, T3 fiind forma biologic activă, în timp ce 80% din hormonii tiroidieni este reprezentat de tiroxină, iar restul de 20% - triiodtironină. Aproximativ 85% din T3 circulantă este formată din tiroxină prin deiodinarea atomului de carbon cinci din inelul exterior al tiroxinei. Concentrația serică de T3 din plasma sanguină este de 40 de ori mai mică decât a T4. Acest lucru se datorează timpului scurt de înjumătățire a T3, 2,5 zile, comparativ cu cea a T4, care este aproximativ 6,5 zile.
T3 (și T4) se leagă de receptorii nucleari tiroidieni. T3 (și T4) sunt lipofili, având posibilitatea de a trece prin bistratul fosfolipidic al celulei-țintă. Liposolubilitatea hormonilor tiroidieni necesită proteine de legare a hormonilor pentru transportul acestora în sânge, precum albumine, prealbumine sau globuline care leagă tiroxina. Receptorii tiroidieni se leagă apoi de elemente în promotorii genelor, activând sau inhibând transcrierea. Sensibilitatea unui țesut la T3 este modulată prin intermediul receptorilor tiroidieni.

## Rol
T3 crește metabolismul bazal și implicit, consumul de oxigen și energie la organismului. T3 acționează pe majoritatea țesuturilor. Aceasta crește producția de ATP-aze Na+/K+ și turnover-ul din macromoleculelor endogene prin accelerarea sintezei și degradării lor.

### Sinteza proteică
T3 stimulează sinteza de ARN polimerază I și II și, stimulând sinteza de proteine. De asemenea, T3 crește viteza de degradare a proteinelor.

### Metabolismul glucozei
T3 potențează efectele receptorilor β-adrenergici asupra metabolismului glucozei, stimulând degradarea glicogenului în glucoză și sinteza glucozei în gluconeogeneză.

### Metabolismul lipidelor
T3 stimulează oxidarea și eliminarea colesterolui, și crește numărul de receptori LDL, stimulând lipoliza.

### Inimă
T3 crește frecvența cardiacă și forța de contracție, crescând debitul cardiac, prin creșterea numărului receptorilor β-adrenergici în inimă. Acest lucru duce la creșterea tensiunii arteriale sistolice și scăderea tensiunii arteriale diastolice. Aceste efecte creează pulsul tipic observat în hipertiroidism.

### Dezvoltare
T3 are un efect vital în dezvoltarea embrionului și sugarului. Aceasta influențează dezvoltarea plămânilor și creșterea postnatală a sistemului nervos central. T3 stimulează producția de mielină și de neurotransmițători, precum și creșterea axonilor. Triiodtironina participă la creșterea liniară a oaselor.

### Neurotransmițători
T3 poate crește concentrația serotoninei în creier, în special în cortexul cerebral, și down-regulează numărul receptorilor 5HT-2.